# Dobromir Tashkov
Dobromir Tashkov (bulgare : Добромир Ташков) (né le 10 avril 1925 à Varna en Bulgarie) est un footballeur bulgare.

## Biographie
Il joue toute sa carrière au FK Spartak Varna et au Slavia Sofia. 
Avec l'équipe de Bulgarie de football, Tashkov joue 7 matchs et inscrit un but,. Il est le meilleur buteur de l'histoire du Spartak Varna avec 157 buts.

## Palmarès

### Individuel
- Championnat de Bulgarie, meilleur buteur : 3 fois[3]
  - 1951/52 (10 buts pour FK Spartak Varna)
  - 1953/54 (25 buts pour Slavia Sofia)
  - 1957/58 (9 buts pour Slavia Sofia)